# П'єр Мусса
П'єр Мусса (фр. Pierre Moussa; нар. 24 липня 1941) — конголезький державний і політичний діяч, виконував обов'язки прем'єр-міністра Народної Республіки Конго в грудні 1990 — січні 1991 року.

## Політична кар'єра
За президентства Дені Сассу-Нгессо займав пост міністра планування. 1989 року ввійшов до складу політбюро Конголезької партії праці (КПП). До 1991 року обіймав посаду державного міністра планування й економіки. Після повернення Сассу-Нгессо до влади в результаті перемоги в громадянській війні Мусса тимчасово очолив уряд, оскільки його попередника, Альфонса Поаті-Сушлаті було усунуто від посади.
2002 року він знову зайняв пост міністра планування, перспективного планування та економічної інтеграції, 2005 року до його повноважень також було додано програму «Нове партнерство для розвитку Африки». 2012 року Муссу було обрано на пост голови Комітету зі Спільного ринку, економічних, валютних та фінансових питань Економічного співтовариства країн Центральної Африки.